# Reakcja formozowa
Reakcja formozowa – odkryta przez Aleksandra Butlerowa w 1861 reakcja tworzenia cukru z formaldehydu. Słowo „formoza” pochodzi z połączenia formaldehydu i aldozy.

## Historia i autorstwo
Na konferencji Rosyjskiego Towarzystwa Chemicznego w 1878 A.P. Eltekow przedstawił nową metodę syntezy rozgałęzionych węglowodorów nienasyconych. Nad tematem pracował A. Butlerow, a jego asystentką była Julia Lermontowa, która przeprowadziła wiele eksperymentów. Reakcja znana jest dziś jako reakcja Butlerowa-Eltekowa-Lermontowej.

## Reakcja i jej mechanizm
Reakcja katalizowana jest przez zasadę i metal dwuwartościowy, jak wapń. Etapy pośrednie zachodzą w mechanizmie kondensacji aldolowej, reakcji odwrotnej do kondensacji aldolowej, izomeryzacji między aldozą i ketozą. Produkty pośrednie to glikoaldehyd, gliceraldehyd, dihydroksyaceton oraz tetrozy. W 1959 Ronald Breslow zaproponował mechanizm dla tej reakcji składający się z następujących kroków:
Reakcja zaczyna się od kondensacji dwóch cząsteczek metanalu, tworzących razem glikoaldehyd (1). Reaguje on następnie w mechanizmie kondensacji aldolowej z kolejną cząsteczką aldehydu mrówkowego, tworząc gliceraldehyd (2). izomeryzacja pomiędzy formami aldozową i ketozową tworzy z niego dihydroksyaceton (3), który może reagować z (1), dając w efekcie rybulozę (4), przechodzącą potem izomeryzację do rybozy (5). Dihydroksyaceton może również reagować z metanalem, dając w efekcie tetrulozę (6), a następnie aldotetrozę (7). Ta ostatnia cząsteczka potrafi ulec podziałowi z wytworzeniem (2) w mechanizmie odwrotnej kondensacji aldolowej.

## Znaczenie
Reakcja formozowa ma wielkie znacznie dla pytania o pochodzenie życia. Wyjaśnia bowiem część ścieżki wiodącej od prostego metanalu do złożonych cukrów, jak ryboza, prowadzącej dalej do RNA. W jednym z doświadczeń symulujących warunki panujące na wczesnej Ziemi pentozy tworzyły się z mieszanin formaldehydu, glyceraldehydu i minerałów boranowych, jak colemanit (Ca2B6O11 · 5H2O) czy kernit (Na2B4O7) Zarówno metanal, jak i glikoaldehyd obserwowano dzięki spektroskopii w przestrzeni kosmicznej, co stawia reakcję formozową w obszarze zainteresowań astrobiologii.